# Новониколаевка (Каменский район)
Новониколаевка — упразднённый хутор в Каменском районе Ростовской области. На момент упразднения входил в состав Волченского сельсовета. В 2001 году исключен из учётных данных.

## География
Располагался на балке Сухой (бассейн реки Малая Каменка), на расстоянии приблизительно в 2 км (по прямой) к юго-востоку от хутора Белгородцев.

## История
По данным на 1926 год хутор Ново-Николаевский состоял из 15 хозяйств. В административном отношении входил в состав Волченского сельсовета Каменского района Шахтинско-Донецкого округа Северо-Кавказского края.

## Население
По данным переписи 1926 года на хуторе проживало 87 человек (42 мужчины и 45 женщин), все великороссы, казачьего сословия.